# Colcombe Castle

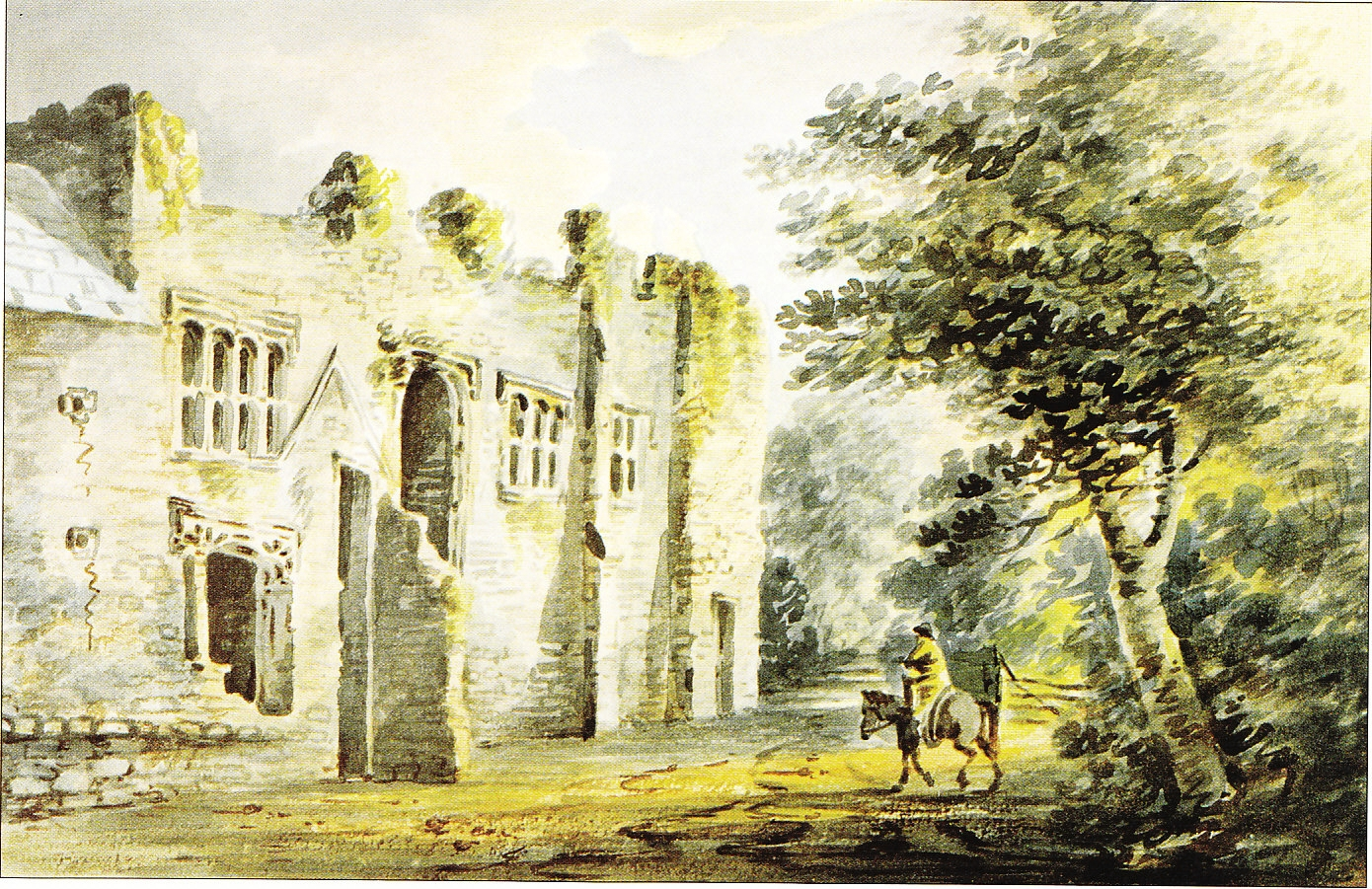
Colecombe Castle, Aquarell von Rev. John Swete vom 27. Januar 1795. Swete schrieb: „Als ich an der Tür [des Bauernhauses] stand, nahm ich die (...) Skizze auf, die einen Eindruck von der Fassade vermittelt, die wohl die Hauptfassade mit Ausblick nach Westen war (...); Colyton links“. Devon Record Office 564M/F7/77

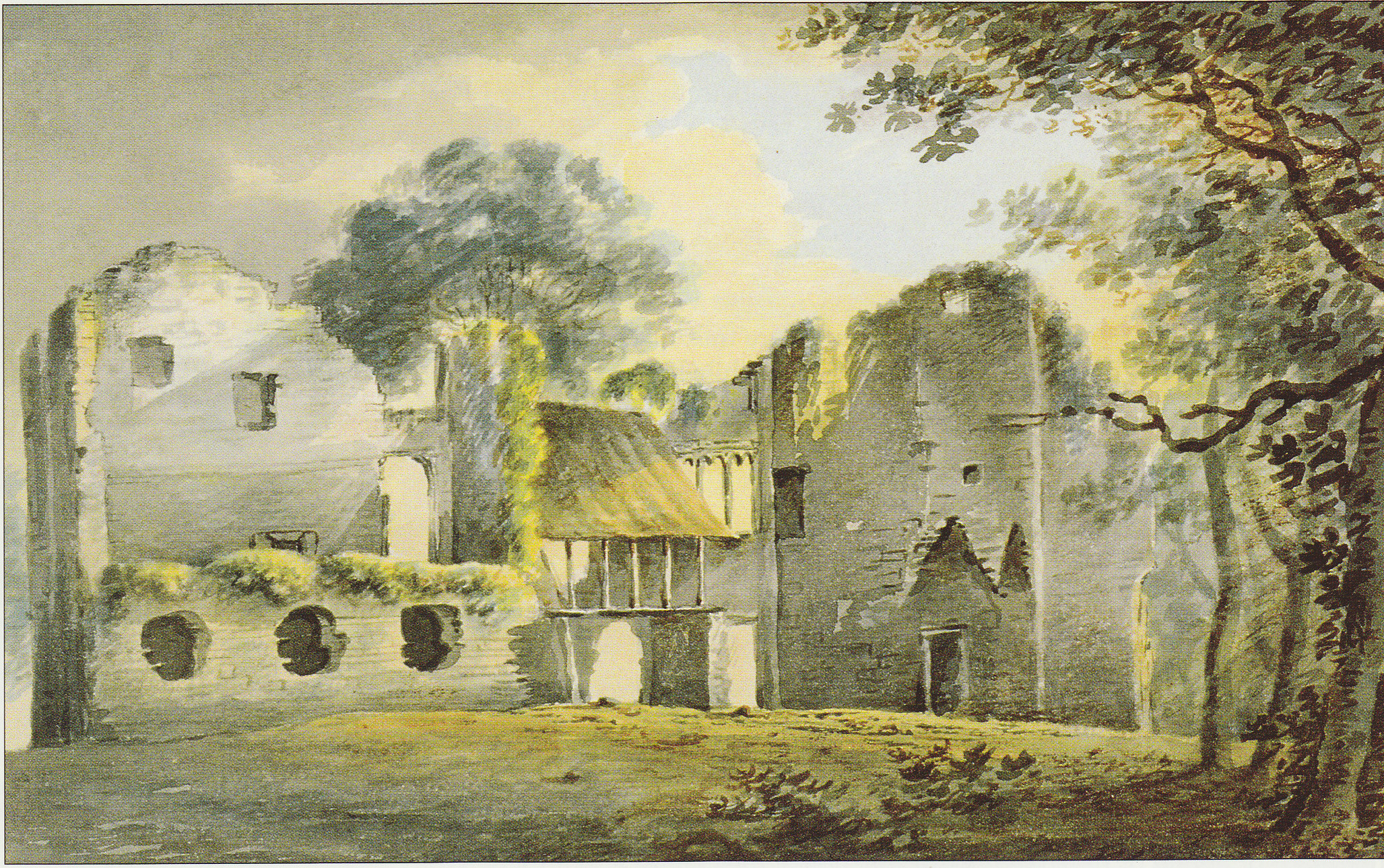
Inside of Colecombe Castle, Aquarell von Rev. John Swete vom 26. Januar 1795. Devon Record Office 564M/F7/73

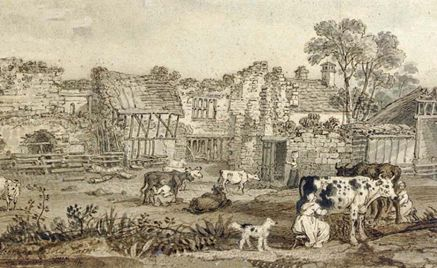
Zeichnung der Überreste von Colcombe Castle, von James Ward (1769–1859), offenbar aus derselben Perspektive wie das Aquarell von Swete vom 26. Januar 1795.

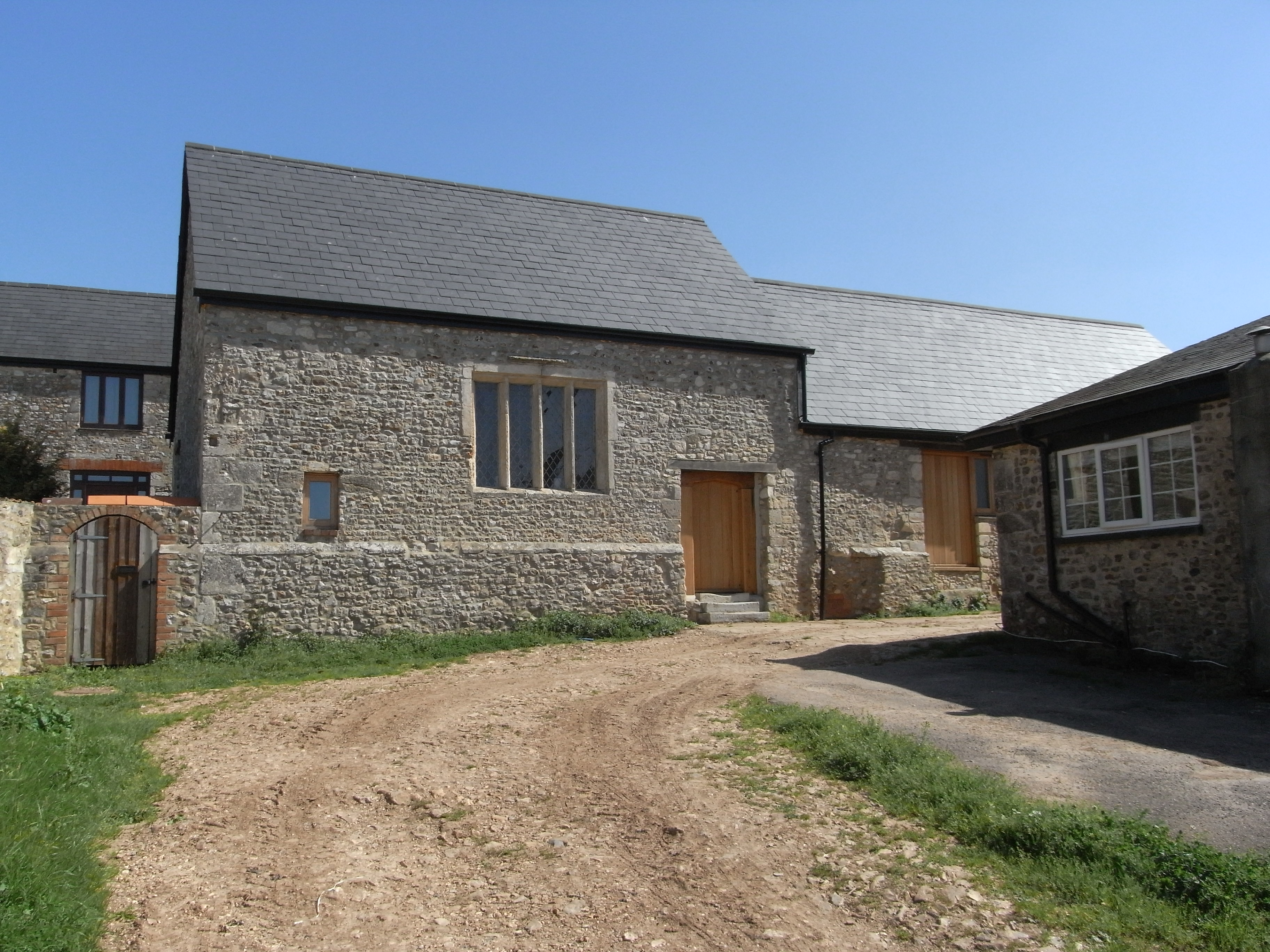
Bis heute erhaltenes, altes Gebäude, früher Teil von Colcombe Castle. Heute liegt es im Hof der Colcombe Abbey Farm gegenüber dem Bauernhaus.

Colcombe Castle war eine Burg oder ein Festes Haus etwa 800 Meter nördlich des Dorfes Colyton im Osten der englischen Grafschaft Devon.
Es war Sitz der Familie Courtenay, Earls of Devon, deren Hauptsitz Tiverton Castle, etwa 35 Kilometer nordwestlich, war. Thomas de Courtenay, 5. Earl of Devon, († 1458) nutzte es als Wohnsitz, wogegen seine verwitwete Mutter in Tiverton Castle residierte. Die Lage in der Nähe von Shute, dem Sitz von William Bonville, 1. Baron Bonville (1392–1461), dem Erzfeind des 5. Earls, führte zu einigen ernsten Gebietsstreitigkeiten zwischen den beiden Familien, die in der Schlacht von Clyst Heath 1455 ihren Höhepunkt fanden.

## Geschichte

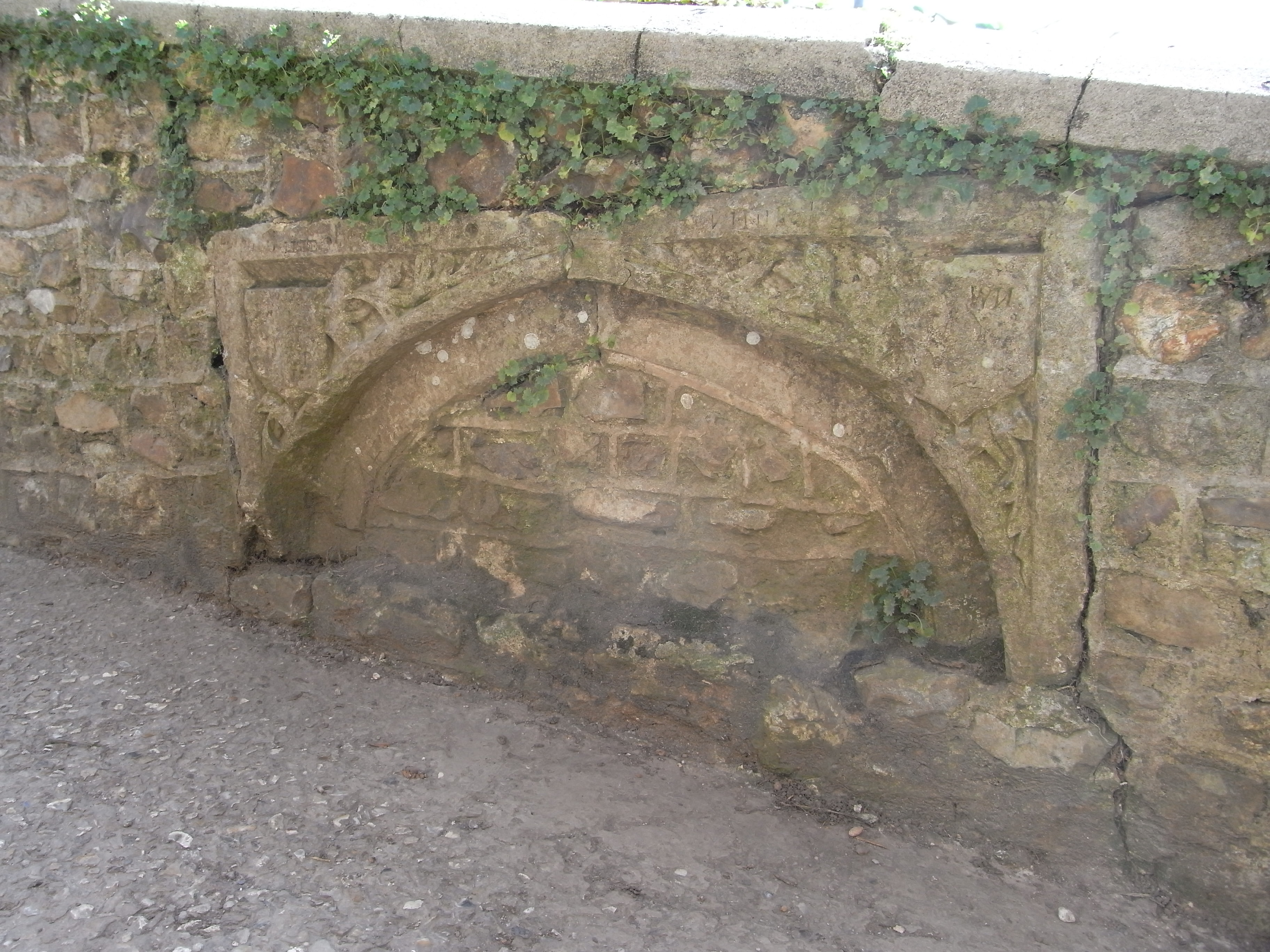
Hochwertiger, behauener Steinbogen von einem Fenster aus der Tudorzeit mit heraldischen Wappen auf beiden Seiten, Wappen inzwischen abgewetzt. Früher ein Bauteil von Colcombe Castle, heute eingesetzt in eine niedere Brüstung der Fußgängerbrücke über den Kanal der Colcombe Abbey Farm, gegenüber der Eingangstüre zum Bauernhaus.

Tristram Risdon beschrieb in einem Bericht von etwa 1630 die Erbfolge der Grundherrschaft von Colyford, wie folgt:

„Die Grundherrschaft war zu Zeiten der normannischen Eroberung Englands ein Paket des königlichen Fronhofes, das Wilhelm der Eroberer Robert de Mount Chardon zu Lehen gab. Aber es wurde durch König Heinrich II. wieder ausgelöst und zusammen mit der Grundherrschaft Whitford an Sir Alan Dunstanville verliehen, dessen Sohn Sir Walter de Dunstanville, es durch Heirat mit seiner Schwester Alice an Sir Thomas Basset, seinen Neffen, den jüngeren Sohn von Lord Bassett gab. König Johann Ohneland erklärte sich mit dieser Schenkung einverstanden. Dieses Land wurde an die beiden Töchter des besagten Sir Thomas Bassett vererbt: Joan, erst mit Sir Reginald Valletort verheiratet, dann mit Sir William Courtenay, dem jüngeren Sohn von Lord Courtenay. Alice, die andere Tochter, war mit Sir Thomas Sanford vermählt, und dann mit Sir John Bisse, dessen Anteil später an Hugh Courtenay, den Earl of Devon, verkauft wurde, sodass die beiden Grundherrschaften von Colliton und Whitford in den Besitz des Earls of Devon kamen, der das Herrenhaus in Colcombe bei Colliton bauen ließ, das stattlich gebaut werden sollte, aber sein Tod und die Anklage seines Sohnes Henry ließen es verfallen. Dieses Land wurde Edward Courtenay, 1. Earl of Devon, dem letzten Earl in der Familie, von Königin Maria I. zurückgegeben, und mach seinem Tod hinterließ er es seinen Alleinerben, die diese Grundherrschaft mit Haus verkauften. Nun wurde die Grundherrschaft aufgeteilt; die eine Moiety besaß der Herr Petre, die andere Moiety erhielten Sir John Pole und Sir John Drake, Ritter.“

Hoskins führt aus, dass das Grundstück erstmals in der Regierungszeit von König Eduard I. (1272–1307) von Hugh de Courtenay, 1. Earl of Devon, (1276–1340) bebaut wurde. Es wurde dann „in großartiger Größe“ von Henry Courteney, 1. Marquess of Exeter und 2. Earl of Devon, (1498–1539) erneut bebaut, fiel aber nach dessen Anklage und Hinrichtung an die Krone. Es wurde zusammen mit anderen Ländereien an seinen Sohn Edward Courtenay, 1. Earl of Devon, (1527–1556) zurückgegeben und fiel nach dessen Tod zusammen mit Tiverton Castle an seine Erben, den Nachkommen seiner vier Großtanten. In der Folge verfiel das Haus.
Einen Teil des Anwesens von Colcombe kaufte William Pole, Esq. († 1588), der auch Old Shute House 1560 gekauft hatte. Sein Sohn, Sir William Pole (1561–1635), der Antiquar, kaufte die verbleibenden Anteile von den Erben der Courtenays und ließ das Haus wieder aufbauen, wie er nach 1618 in seinen Collections towards a History of Devon aufzeichnete:

„Es gab ein gutes Gebäude hier, das von den letzten Earls in Auftrag gegeben wurde, aber unvollendet blieb. Und nun wurde mir das Ganze von all seinen Miterben in meinen Besitz überlassen. Ich habe nun das Haus gebaut und es zu meinem Wohnsitz gemacht.“

Sir William Pole verbrachte den größten Teil seiner frühen Jahre bis 1618 in Shute, wobei er währenddessen seinen Sohn John, später der 1. Baronet Pole, in einem früheren Gebäude von Colcombe Castle wohnen ließ. Dies ist bewiesen durch die Geburtsurkunde von Johns zweitem Sohn Courtenay Pole, die seinen Vater als „John Pole of Colcombe“ beschreibt. 1618 tauschte Sir William Pole die Wohnsitze mit seinem Sohn, dem er Shute überließ, selbst nach Colcombe umzog, einen Neubau in Auftrag gab und 1635 dort starb. Im englischen Bürgerkrieg diente Colcombe Castle Prinz Moritz († 1652) als Hauptquartier; er nutzte es als Operationsbasis für seinen Angriff auf Stedcombe, das sein damaliger Eigner, Sir Walter Erle, für eine parlamentaristische Garnison nutzte. Es wurde fast gänzlich zerstört; nur die Küche und ein großer offener Kamin überlebten. In der großen Feuersbrunst wurden viele Bände des Manuskripts des großen Werkes des Antiquars über die Geschichte von Devon mit umfangreichen Hinzufügungen von seinem Sohn, dem 1. Baronet, zerstört. Nach dem Bürgerkrieg wurde ein Teil auf der anderen Straßenseite als Bauernhaus wiederaufgebaut. Colcombe Castle scheint nach der Zeit des 1. Baronets aus dem Besitz der Familie Pole abhandengekommen zu sein, aber Sir John de la Pole, 6. Baronet, (1757–1799), der Erbauer von New Shute House, kaufte es wieder, vermutlich von Sir George Yonge aus Colyton, von dem er 1790 mehrere große Grundstücke erwarb. Der 6. Baronet scheint beschlossen zu haben, das Grundstück in der großartigen Art wieder zu bebauen, wie es unter seinem Eigner Henry Courtenay, den 1. Marquess of Exeter und 2. Earl of Devon, (1498–1539) bebaut war. Aber er starb, bevor sein Plan ausgeführt werden konnte, und legte in seinem letzten Willen fest, dass seine Erben „ein gutes, großes Wohnhaus mit geeigneten Büros und mindestens 2 Hektar Land in Colcombe Park, wo seine Witwe leben solle“ bauen sollten. Vermutlich wurde diesem letzten Willen nie entsprochen. Seine Witwe hat ihre letzten Tage in Lindridge House bei Plymouth verbracht, wo sie ihren kranken Bruder pflegte.

## Beschreibung

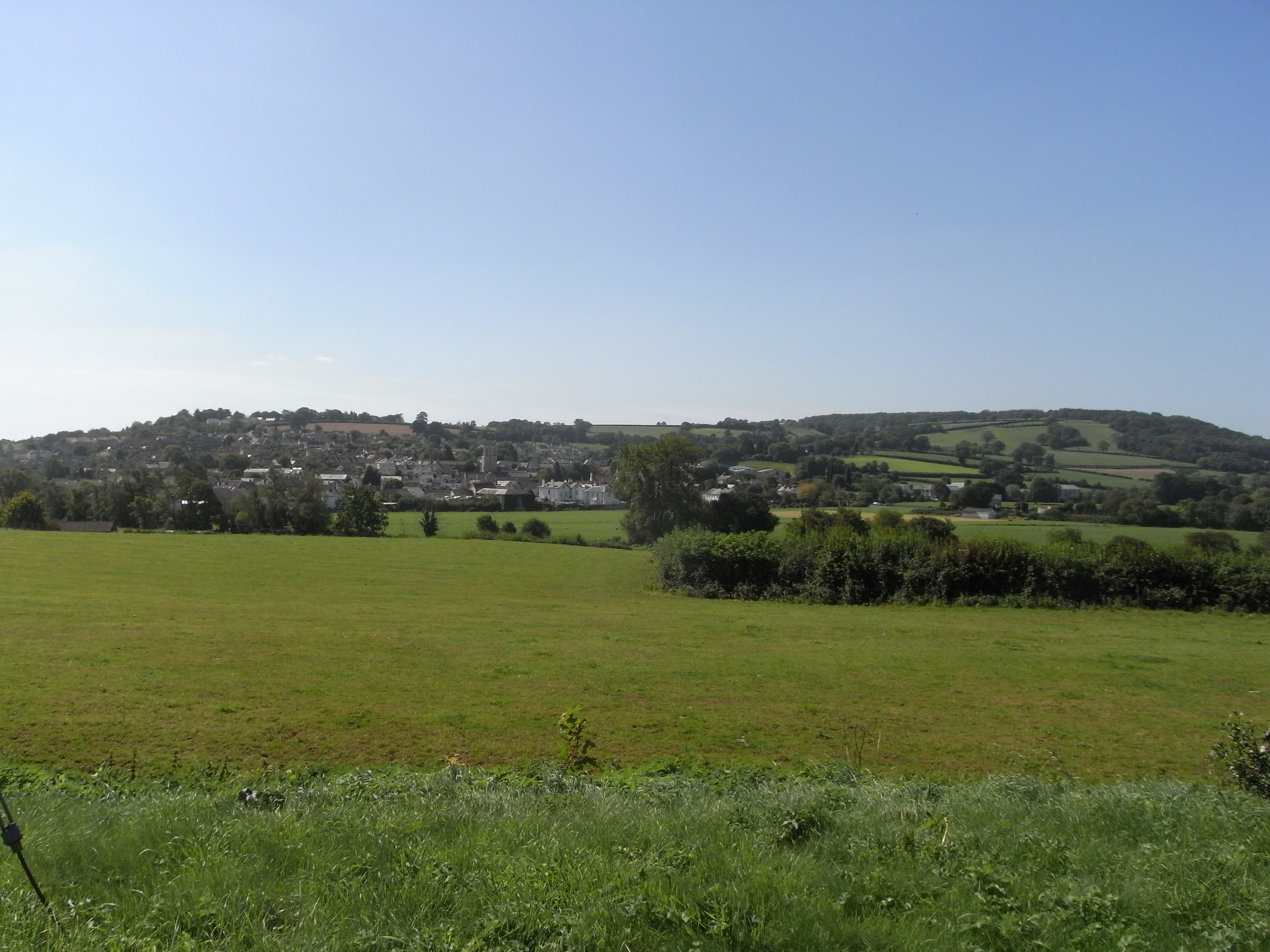
Blick vom ehemaligen Standort von Colcombe Castle nach Süden in Richtung des Dorfes Colyton

Nikolaus Pevsner bezweifelt, dass das Gebäude jemals eine echte Burg gewesen sei oder auch nur befestigt war. Nur wenige Überreste sich auf dem Grundstück heute noch erhalten, auf dem heute ein Bauernhaus und landwirtschaftliche Gebäude namens Colcombe Abbey Farm stehen. (Die Bezeichnung „Abbey“ scheint keine historische Bedeutung zu haben, da es nie eine Abtei auf diesem Gelände gab.) Nur ein kleines Gebäude, heute ein historisches Gebäude II. Grades, zeigt Zeichen alter Bautätigkeit, namentlich seine Ajimez-Steinfenster. Hoskins berichtet, dass das Gebäude „eine großartige Küche mit einer Feuerstelle mit einem Durchmesser von fast 6 Meter Durchmesser und einem Privatzimmer darüber“ hatte. Ein breiter, flacher Kanal verläuft unter dem heutigen Bauernhaus; dies könnte entweder ein früherer Burggraben – wie es versuchsweise Pevsner vorschlägt – oder vielleicht auch ein Mühlbach. Der Oberbogen eines alten Steinfensters im Tudorstil mit heraldischen Wappenschilden auf beiden Seiten, deren Wappen schon verwittert sind, überlebte in einer niedrigen Brüstung auf der Brücke, die den Kanal überspannt, gegenüber der Eingangstüre des Bauernhauses. Das Grundstück ist eine Terrasse mit einem Panoramablick auf das Dorf Colyton an einem niedrigen Hügel an der gegenüberliegenden Seite eines flachen Tales. Der Historiker Polwhele aus Devon gibt an, dass Colcombe Castle schon zu seiner Zeit eine Ruine war. Der Topograph Rev. John Swete besuchte Colcombe am 26. und 27. Januar 1795, malte zwei Aquarelle und schrieb in seinem Tagebuch, wie folgt:

„Nachdem ich hier (in Colyton) etwa um fünf zu Abend gegessen hatte, verließ ich das Dorf in Richtung Colcombe Castle, das etwa 800 Meter entfernt vom Dorf liegt. Nachdem ich eine Brücke über dem Fluss Coly überquert hatte, bog ich links ab und erreichte schnell die Ruinen dieses einst großartigen Landhauses. Man kann nur noch wenig, wenn überhaupt etwas von dem Gebäude, worin einst die Earls Courtenay von Devon residierten noch sehen (...) Von diesem Haus von Colcombe, das Sir William (Pole) Burg nannte, sind die heutigen Ruinen. Alles,´was man auf der vorstehenden Skizze sieht (von 26. Januar 1795), bestehend aus dem Inneren des Gebäudes, ist das Gleichem was man auf dem Druck in „History of Devon“ (von Richard Polwhele) sieht. Was einst das Forum Romanum war, wird heute zum Viehmarkt, und die Burg der Earls of Devon und des Antiquars Sir William Pole ist heute zum Misthaufen eines Bauernhofes geworden, so ist die Verwandlung von Glanz und Gloria zur Gemeinheit. Und vom Stolz und der Ehre der Stärke zur geringsten Herabwürdigung und zum Verfall! Auf der Westseite, getrennt durch die Straße, liegt das Haus, in dem der Bauer wohnt, der das Anwesen von Colcombe von Sir John de la Pole gemietet hat, und das vermutlich aus den Ruinen der Burg gebaut wurde. Auf meinem Standplatz neben seiner Eingangstüre zeichnete ich die vorstehende Skizze (vom 27. Januar 1795), die einen Eindruck von der Fassade, die die Hauptfassade gewesen zu sein scheint, gibt, wobei der Blick nach Westen, der die wunderschöne Szenerie der ausgedehnten Weiden unterhalb, durch die der Fluss Coly lief, des hügeligen, lichten Waldes im Shute Park zur Rechten und der schönen Häuser von Colyton zur Linken zeigte, gut gewählt war. Es hatte viele pittoreske Schönheiten im Blick und platzierte sich „sub aprico colle“ (dt.: unter einem sonnigen Hügel) (Ovid), Elegie V.“

## Grabplatte der Courtenays in der Kirche in Colyton

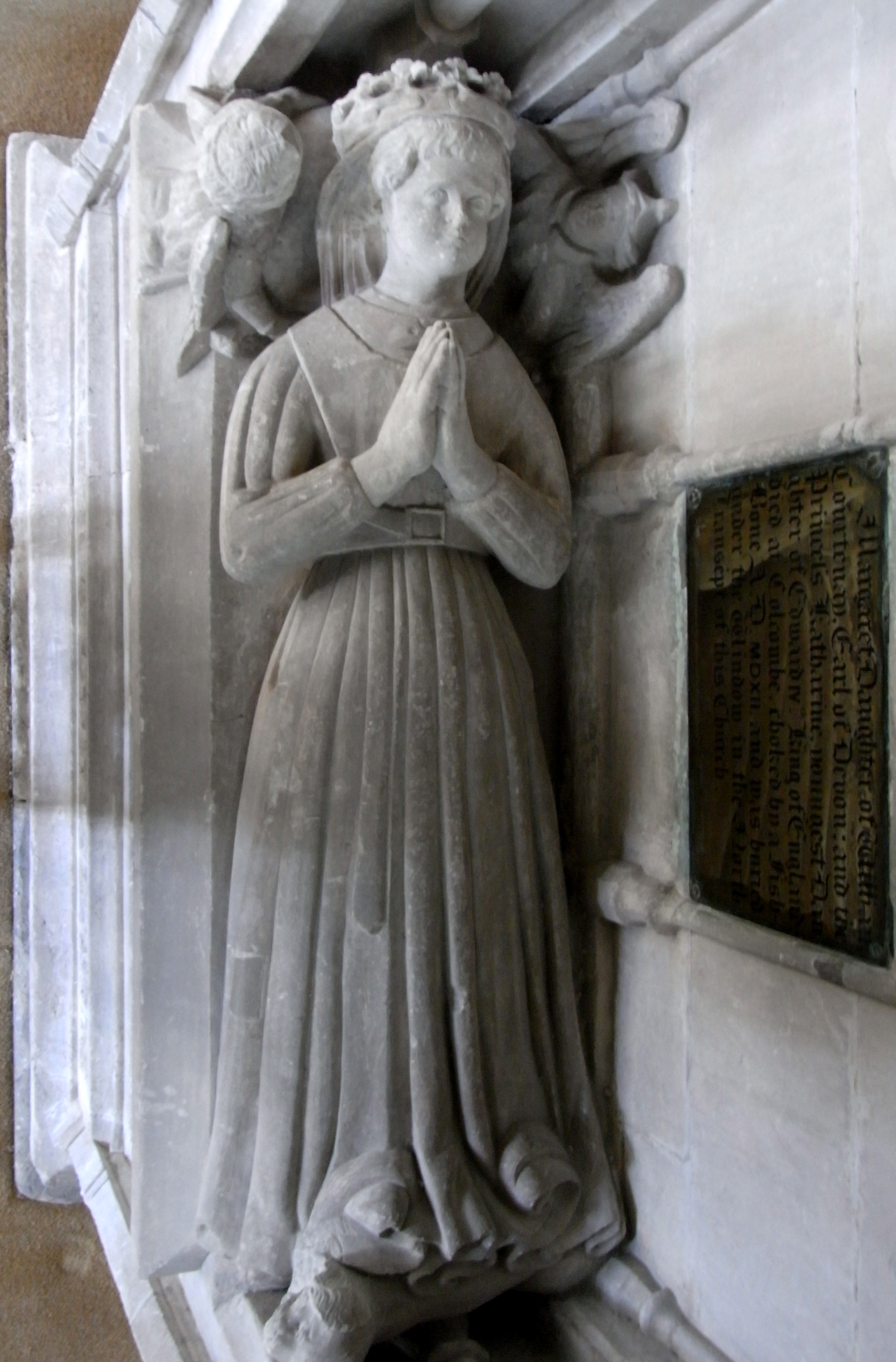
Effigie, die laut einer irrigen Annahme Margaret I. Courtenay († 1512) darstellen soll kleine Grätenverschluckerin, Tochter von William Courtenay, die als Kind starb, weil sie auf Colcombe Castle an einer Fischgräte erstickte. Kirche von Colyton

Es gibt nur wenige physische Beweise des Heims der Familie Courtenay auf Colcombe Castle, mit Ausnahme der Grabplatte mit einer weiblichen Effigie in der Pfarrkirche St Andrew in Colyton. Die Effigie wird traditionell als die „keine Grätenverschluckerin“, Margaret Courtenay († 1512) angesehen, eine kleine Tochter von William Courtenay, des 1. Earls of Devon (1475–1511) und seiner Gattin, Prinzessin Catherine of York († 1527), der sechsten Tochter von König Eduard IV. (1461–1483). Die Effigie ist nur etwa 91 Zentimeter lang, viel kleiner als es für eine Erwachsene üblich gewesen wäre. Gesicht und Kopf wurden 1907 erneuert und man sagt, diese basierten auf der eigenen kleinen Tochter des Bildhauers. Eine Messingtafel aus dem 19. Jahrhundert über der Effigie trägt die Inschrift: Margaret, Tochter von William Courtenay, Earl of Devon, und der Prinzessin Katharine, jüngste Tochter von Eduard IV., König von England, starb in Colcombe, als sie an einer Fischgräte erstickte AD MDXII und wurde unter dem Fenster im nördlichen Querschiff dieser Kirche begraben.